# جون إل. روبنسون
جون إل. روبنسون (بالإنجليزية: John L. Robinson)‏ هو سياسي أمريكي، ولد في 3 مايو 1813 في مايسفيل في الولايات المتحدة، وتوفي في 21 مارس 1860. حزبياً، نشط في الحزب الديمقراطي. وقد انتخب عضو مجلس النواب الأمريكي.